# أكاديميا ناوك
أكاديميا ناوك ((بالروسية: Академия Наук)‏ - أكاديمية العلوم) هو بركان يقع في الجزء الجنوبي من شبه جزيرة كامشاتكا، روسيا. البركان مليء بفوهات الكالديرا أبرزها تسمى بحيرة كاريمسكي (على اسم كاريمس).
سمي البركان على اسم الأكاديمية الروسية للعلوم (Росси́йская Акаде́мия Нау́к). كان آخر ثورانٍ له في كانون الثاني (يناير) عام 1996.